# Divergent: Original Motion Picture Soundtrack
| Đánh giá chuyên môn | Đánh giá chuyên môn |
| Nguồn đánh giá      | Nguồn đánh giá      |
| Nguồn               | Đánh giá            |
| ------------------- | ------------------- |
| AllMusic            | [ 1 ]               |
| Rolling Stone       | [ 2 ]               |

Divergent: Original Motion Picture Soundtrack là album nhạc phim cho bộ phim điện ảnh năm 2014 Divergent, dựa trên cuốn tiểu thuyết cùng tên. Phần nhạc nền của bộ phim được biên soạn bởi Junkie XL, với Hans Zimmer la nhà sản xuất cho album. Trước đó cả hai người đều đã từng hợp tác với nhau trong Man of Steel, The Dark Knight Rises, Shark Tale, Megamind and Madagascar. Phần còn lại của album nhạc phim được lựa chọn bởi nhà giám sát âm nhạc Randall Poster. Album Divergent: Original Motion Picture Soundtrack được phát hành vào ngày 11 tháng 3 năm 2014 trong khi phần Original Score được phát hành vào ngày 18 tháng 3 năm 2014 bởi hãng ghi âm Interscope Records. Album nhạc phim đã đạt doanh số 10,000 bản trong tuần đầu tiên phát hành.
Đĩa đơn đầu tiên từ album nhạc phim, "Find You" của Zedd hợp tác với Matthew Koma và Miriam Bryant, được phát hành vào ngày 26 tháng 1 năm 2014. Đĩa đơn thứ hai, "Beating Heart" của Ellie Goulding được phát hành vào ngày 9 tháng 5 năm 2014.

## Divergent: Original Motion Picture Soundtrack

### Tiếp thị
Album nhạc phim được phát hành trên Pitchfork Advance, một chương trình nghe trực tuyến giúp người nghe nghe trước toàn bộ album trước ngày phát hành, từ ngày 7 tháng 3 tới ngày 10 tháng 3 năm 2014.

### Danh sách bài hát
| STT              | Nhan đề                            | Sáng tác | Nghệ sĩ                                                          | Thời lượng |
| ---------------- | ---------------------------------- | --- | ---------------------------------------------------------------- | ---------- |
| 1.               | "Find You"                         | Zedd, Matthew Koma, Miriam Bryant, Victor Rådström                                                                      | Zedd hợp tác với Matthew Koma và Miriam Bryant                   | 3:23       |
| 2.               | "Beating Heart"                    | Ellie Goulding, Joe Janiak                                                                                              | Ellie Goulding                                                   | 3:31       |
| 3.               | "Fight for You"                    | Michael Volpe, Marc Griffin, Pia Mia, Chancelor J. Bennett, Nicholas Balding, Andrew van Wyngarden, Benjamin Goldwasser | Pia Mia hợp tác với Chance The Rapper                            | 4:35       |
| 4.               | "Hanging On" (I See MONSTAS remix) | Patrick James Grossi, Ariel Rechtshaid                                                                                  | Ellie Goulding                                                   | 4:04       |
| 5.               | "I Won't Let You Go"               | Gary Lightbody, Jacknife Lee                                                                                            | Snow Patrol                                                      | 4:07       |
| 6.               | "Run Boy Run"                      | Woodkid, Ambroise Willaume                                                                                              | Woodkid                                                          | 3:32       |
| 7.               | "Backwards"                        | Kevin Parker, Kendrick Duckworth                                                                                        | Tame Impala và Kendrick Lamar                                    | 3:54       |
| 8.               | "I Need You"                       | Anthony Gonzalez | M83                                                              | 3:01       |
| 9.               | "In Distress"                      | Rakim Mayers, Mike Levy                                                                                                 | A$AP Rocky hợp tác với Gesaffelstein                             | 3:09       |
| 10.              | "Lost and Found" (ODESZA remix)    | Derek Vincent Smith | Pretty Lights                                                    | 4:36       |
| 11.              | "Stranger"                         | Sonny Moore, Justin Parker, Sam Dew, Graham Muron                                                                       | Skrillex cùng với KillaGraham từ Milo & Otis hợp tác với Sam Dew | 4:50       |
| 12.              | "Dream Machines"                   | KC Underwood, Alice Costelloe                                                                                           | Big Deal                                                         | 2:59       |
| 13.              | "Dead in the Water"                | Goulding, Fin Dow-Smith                                                                                                 | Ellie Goulding                                                   | 4:44       |
| Tổng thời lượng: | Tổng thời lượng:                   | Tổng thời lượng: | Tổng thời lượng:                                                 | 48:25      |

| Bài hát tặng kèm phiên bản Deluxe | Bài hát tặng kèm phiên bản Deluxe | Bài hát tặng kèm phiên bản Deluxe | Bài hát tặng kèm phiên bản Deluxe |
| STT                               | Nhan đề                           | Artist(s)                         | Thời lượng                        |
| --------------------------------- | --------------------------------- | --------------------------------- | --------------------------------- |
| 14.                               | "I Love You"                      | Woodkid                           | 3:49                              |
| 15.                               | "Waiting Game"                    | Banks                             | 3:26                              |
| 16.                               | "My Blood"                        | Ellie Goulding                    | 3:54                              |

### Xếp hạng
| Bảng xếp hạng (2014)                     | Vị trí cao nhất |
| ---------------------------------------- | --------------- |
| Album Úc (ARIA)                          | 18              |
| Album Bỉ (Ultratop Vlaanderen)           | 75              |
| Album Bỉ (Ultratop Wallonie)             | 87              |
| Album Pháp (SNEP)                        | 153             |
| Album Na Uy (VG-lista)                   | 24              |
| Album New Zealand (RMNZ)                 | 38              |
| South Korean International Albums (Gaon) | 36              |
| UK Compilation Albums (OCC)              | 45              |
| Album Anh Quốc Dance (OCC)               | 14              |
| US Billboard 200                         | 16              |
| US Top Soundtracks (Billboard)           | 2               |

## Divergent: Original Motion Picture Score
Junkie XL biên soạn phần nhạc nền cho Divergent, cùng với Hans Zimmer là nhà sản xuất cho album. Họ đều đã từng hợp tác với nhau trước đó qua nhiều bộ phim. Ellie Goulding có góp giọng trong một số bài hát của album. The album released digitally in United States on ngày 18 tháng 3 năm 2014 by Interscope Records. The album was released in both physical and digital formats internationally on ngày 31 tháng 3 năm 2014.

### Danh sách bài hát
1. "Tris" (hợp tác với Ellie Goulding) – 7:48
2. "The Test" – 3:17
3. "Choosing Dauntless" (hợp tác với Ellie Goulding) – 3:44
4. "Capture the Flag" (hợp tác với Ellie Goulding) – 3:06
5. "This Isn't Real" – 1:38
6. "Ferris Wheel" – 3:31
7. "Erudite Plan" – 3:20
8. "Fear" – 3:36
9. "I Am Divergent" – 1:38
10. "A Friend" – 2:47
11. "Conspiracy" – 5:26
12. "Watertank" – 1:50
13. "Faction Before Blood" – 6:48
14. "Human Nature" – 3:12
15. "Final Test" – 1:37
16. "The March" – 5:17
17. "Dauntless Attack" – 5:55
18. "Sacrifice" (hợp tác với Ellie Goulding) – 4:20
19. "You're Not Gonna Like This" (tặng kèm phiên bản nhạc số)[28] – 14:00
20. "Fight the Dauntless" – 4:13
21. "Everywhere and Nowhere" – 2:28